# エドガー・ベルツクス
エドガルス・ベルトゥクス（Edgars Bertuks、1985年1月1日 - ）はラトビアのオリエンテーリング選手 であり、また陸上競技の長距離走を専門とする選手である。3000m走（屋内）のタイムは8分42秒。ラトビア（当時はソビエト連邦）のアルークスネ出身であり、現在はリガに住んでいる。2012年にスイスのローザンヌで開催された世界オリエンテーリング選手権（WOC）で優勝を果たしたが、これはラトビアの選手としてだけでなく、バルト三国の選手として初めてのことである。ラトビアを代表するクラブAlūksne OKに所属しているが、国際大会へはフィンランドを本拠とするTurun Metsänkävjätの一員として出場している。

## 経歴
2003年にE. Glick Alūksne National Gymnasiumを卒業後、リガ工科大学へ入学。化学工学の学位を取得した。また、学生のうちは187cmある身長を活かしてバスケットボールに励むとともに、陸上競技の長距離走にも取り組んだ。オリエンテーリングにプロとして取り組むことを決意したのは2011年のことである。スポンサーへはEco Baltia、 Inspecta、オリンパスなどがついている。